# Mildred McDaniel
Mildred McDaniel (Mildred Louise „Millie“ McDaniel; verheiratete Singleton; * 3. November 1933 in Atlanta, Georgia; † 5. Oktober 2004 in Pasadena, Kalifornien) war eine US-amerikanische Hochspringerin und Olympiasiegerin.
Mildred McDaniel wurde als jüngstes von drei Kindern des Ehepaars Victoria und Claude McDaniel geboren. Zum Sport kam sie erst, als ihr Sportlehrer an der David T. Howard High School in Atlanta jedem Mädchen der Schule ein neues Paar Schuhe versprach, das zehn Freiwürfe mit dem Basketball verwandeln konnte. Als sie das schaffte und danach in das Basketball-Team der Schule aufgenommen wurde, wuchs ihre Begeisterung für den Sport, und sie entwickelte sich zu einer der Stützen der Mannschaft. Dort erhielt sie ihren Spitznamen Tex.
Auf Drängen des Leichtathletiktrainers der High School Marian Armstrong-Perkins, unter dessen Training bereits drei Athleten zu Olympiateilnehmern gereift waren, erschien McDaniel auch zu einem Leichtathletiktraining. Als sie den Sprung eines anderen Mädchens damit kommentierte, das Mädchen könne nicht springen, forderte ihr Trainer sie heraus, es besser zu machen. Zum Hochsprung kam später noch der Weitsprung, Hürdenlauf und Staffellauf hinzu. Noch als Schülerin an der High School gewann McDaniel zwei Meistertitel des Bundesstaates Georgia im Basketball und mehrere Titel im 80-Yards-Hürdenlauf, im Hochsprung und Weitsprung.
Nach Abschluss der High School, wechselte McDaniel 1952 an das Tuskegee Institute in Alabama. Unter dem Training von Cleve Abbott entwickelte sie sich zur besten Hochspringerin der USA. 1953, 1955 und 1956 wurde sie US-amerikanische Meisterin. Zusätzlich gewann sie 1955 und 1956 zwei weitere nationale Titel in der Halle.
Auch auf internationaler Bühne war McDaniel erfolgreich. Bei den Panamerikanischen Spielen 1955 in Mexiko-Stadt gewann McDaniel mit einer Höhe von 1,68 Metern die Hochsprungkonkurrenz vor der Brasilianerin Deyse de Castro.
Ihren größten Erfolg feierte sie jedoch bei den Olympischen Spielen 1956 in Melbourne. Im olympischen Finale am 1. Dezember 1956 setzte sie sich gegen die favorisierten Iolanda Balaș aus Rumänien und Thelma Hopkins aus Großbritannien, die beide im Vorfeld der Olympischen Spiele Weltrekord gesprungen waren, durch und wurde Olympiasiegerin. Als ihr Sieg bereits feststand, ließ McDaniel die Latte auf die neue Weltrekordhöhe von 1,76 Meter legen. Im zweiten Versuch meisterte sie diese Höhe.
Nach dem Abschluss ihrer Ausbildung zur Sportlehrerin beendete McDaniel 1957 ihre aktive Laufbahn. 1958 heiratete sie Louis Singleton und zog mit ihm nach Kalifornien, wo sie 32 Jahre lang ihrem Beruf nachging. 1983 wurde sie in die US-amerikanische Hall of Fame der Leichtathleten aufgenommen. Mildred Singleton starb am 5. Oktober 2004 im Alter von 70 Jahren in einem Genesungsheim an Krebs.